# Södermanlands runinskrifter 67
Södermanlands runinskrifter 67 är en nu försvunnen vikingatida runsten som funnits i Häringe, Sköldinge socken och Katrineholms kommun. Runstenen har varit belägen vid en grind vid landsvägen i Häringe. Dess ursprungliga placering är inte känd. Stenens storlek är 2 meter gånger 83 centimeter.

## Inskriften
Translitterering av runraden:
[ouaifr : auk : kairmuntr : raistu : stain : þena : eftiʀ : faþur : sin kaiʀmunt : kuþ : hialbi : ant : hans]
Normalisering till runsvenska:
Olæifʀ ok Gæiʀmundr ræistu stæin þenna æftiʀ faður sinn Gæiʀmund. Guð hialpi and hans.
Översättning till nusvenska:
Olev och Germund reste denna sten efter sin fader Germund. Gud hjälpe hans ande.